# 彭龙飞
彭龙飞（1915年12月—1992年6月9日），原名彭龙蛟、彭志善，江西省永新县怀忠镇市田村人。中国人民解放军开国少将。

## 生平
生于贫农家庭。自小养猪放牛糊口。1926年，市田乡成立了农民协会，彭龙飞积极参加农会斗争。1929年3月加入中国共产主义青年团、反帝大同盟。1929年7月参加中国工农红军。1930年11月转为中国共产党党员。历任红十二军宁冈县独立营勤务员、班长。1930年任江西永新县保卫队排长、党支部书记。1931年任湘赣军区红十八师第53团连指导员，因工作积极，战斗勇敢曾被评为师的模范指导员。1934年7月随红六军团西征。在湘鄂川黔根据地，先后担任永顺县毛巴游击队政委、红六军团第16师第47团营教导员、54团3营教导员、团特派员兼中共党总支书记。。参加了第一至五次反“围剿”、攻吉安、永新等战斗。
抗日战争暴发后，任八路军第一二〇师第三五九旅第七一七团副营长、教导员、团政治处副主任。1937年9月，随八路军第一二〇师第三五九旅第七一七团政训处主任（1937年10月改称政委）刘道生到晋察冀边区，在平山县、寿阳一线平汉路和正太路交界地区开辟抗日根据地，1937年11月13日组建晋察冀军区第四军分区，周建屏任军分区司令员，刘道生任军分区政委，彭龙飞任第四分区孟县保安大队政委、平井获游击支队政委、正新灵支队长、区队长。1940年冬由灵寿、正定、行唐、新乐四县游击队升编组成8区队，区队长彭龙飞，副区队长韩增丰，政委邹新民，政治处主任边疆，驻灵寿慈峪、陈庄一带，活动于灵正行新地区。晋察冀军区教导团团长。1943年1月28日聂荣臻发布重新整编部队的命令：为适应形势，便于小部队机动作战，将原部队的大团建制，改建为小团，即团下不设营，直属4至5个连队，并有一个侦察连和1个特务连，共1000多人。据此，4分区5团、教导团合并重编为5团成为小团，撤销教导团，新建30团和新36团。30团团长为彭龙飞，政委方国华，参谋长刁生荣，驻行唐，主要活动于正新灵行地区。1943年8月下旬，随晋绥军区司令员吕正操带十八、二十七、二十九团3个团护送晋察冀军区司令员兼政治委员聂荣臻过同蒲路去兴县晋绥二分区转赴延安。途中在雁门关西南面的盘道梁（今宁武县薛家洼乡盘道梁村，为内长城重要关口）落脚。接着，晋察冀第十七、二十二、二十六、三十二和警备旅第一、二团也相继开到晋西北地区。吕正操指示彭龙飞带着3个侦察连在盘道梁开辟交通线，新建了2个武装连队，加上当地原有的独六支队一营两个连（二营随刘华香调到塞北军分区后来扩建独十一旅三十一团），一共有七个连队，成立“雁门支队”（又称二十支队），支队长兼政委彭龙飞兼中心县委书记，副支队长张榜华，配1部电台和晋察冀、晋绥两大军区联系。1945年1月日军扫荡，八路军冒着严寒在山沟里转圈子、打游击，彭龙飞一双手冻坏了，医生把两只手除了两个拇指外的8个坏死的手指头全部截肢。1945年该支队改编为晋绥二十一团，后为晋绥六分区41团、1948年6月为晋绥独立12旅35团。
第二次国共内战时期，1945年10月中旬随吕正操带的部队赴东北，从左云、右玉出发，到商都去接取苏军缴获的伪蒙军武器，经张家口、康庄、延庆、怀柔、古北口、热河、凌源、锦州，于10月下旬到达沈阳。任东北人民自治军辽宁省保安司令部保安第三旅旅长、副政委刘振华。1946年初，率部进入铁岭境内剿匪，消灭了新台子一带的“东大会”、“西大会”两支地主武装。1946年5月初，为了迟滞国军猛攻四平，率领保安第三旅主力进入到铁岭、开原之间破坏铁路运输线，5月8日带2个团经大甸子、清河沟、下肥地，向西直扑中长铁路线开原的中固车站，把沙河铁路桥炸毁两孔。1946年8月保三旅改编为辽宁军区独立第三师，任师长。1946年12月彭龙飞率独立三师与辽宁军区第二军分区合并，任军分区第一司令员。1947年1月7日彭龙飞和副政委刘振华率领独三师师部及七团和八团的1个营在开原曾家寨一带与二分区第二司令员管松涛等人会合，部队分成两部分活动，其中一部分由彭龙飞和刘振华指挥，带领军分区第七团主力，主要活动在铁岭大甸子、开原清河沟以南一带。1947年3月14日，在铁岭县东部大甸子村向国军进攻，揭开了辽北战场大反攻的序幕，消灭国军近400多人。铁岭大甸子战斗以后，国民党交警再也未敢在大甸子设立据点，为沈铁抚联合县坚持武装游击斗争和开展地方工作打下了良好的基础。1947年7月任独立二师师长,1948年3月31日任东北野战军第五纵队十四师师长。1948年12月任第四野战军四十二军一二五师师长。参加了四保临江战斗、四平战役、辽西会战。
中华人民共和国成立后,1950年2月入南京军事学院高级系学习，1950年10月提前结业，任中国人民志愿军第四十二军副军长。参加了抗美援朝战争。1952年9月随部队回国。1957年8月任中国人民解放军第四十二军第一副军长。1964年5月任湖南省军区副司令员、湖南省军区顾问。1970年4月离职休养。 
1955年被授予中国人民解放军少将（准军级、中南军区）。获二级八一勋章、二级独立自由勋章、二级解放勋章、一级红星功勋荣誉章。